# Hamlin (Kansas)
Pour les articles homonymes, voir Hamlin.
Hamlin est une ville américaine située dans le comté de Brown, au Kansas. Selon le recensement de 2020, sa population est de 46 habitants.